# Jendouba Sports (handball)
Jendouba Sports est un club tunisien de handball qui a vu le jour en 1963. Après avoir évolué au sein de l'association omnisports, la section de handball se constitue comme club autonome sous le nom de Jendouba Sports de handball.